# Dörren

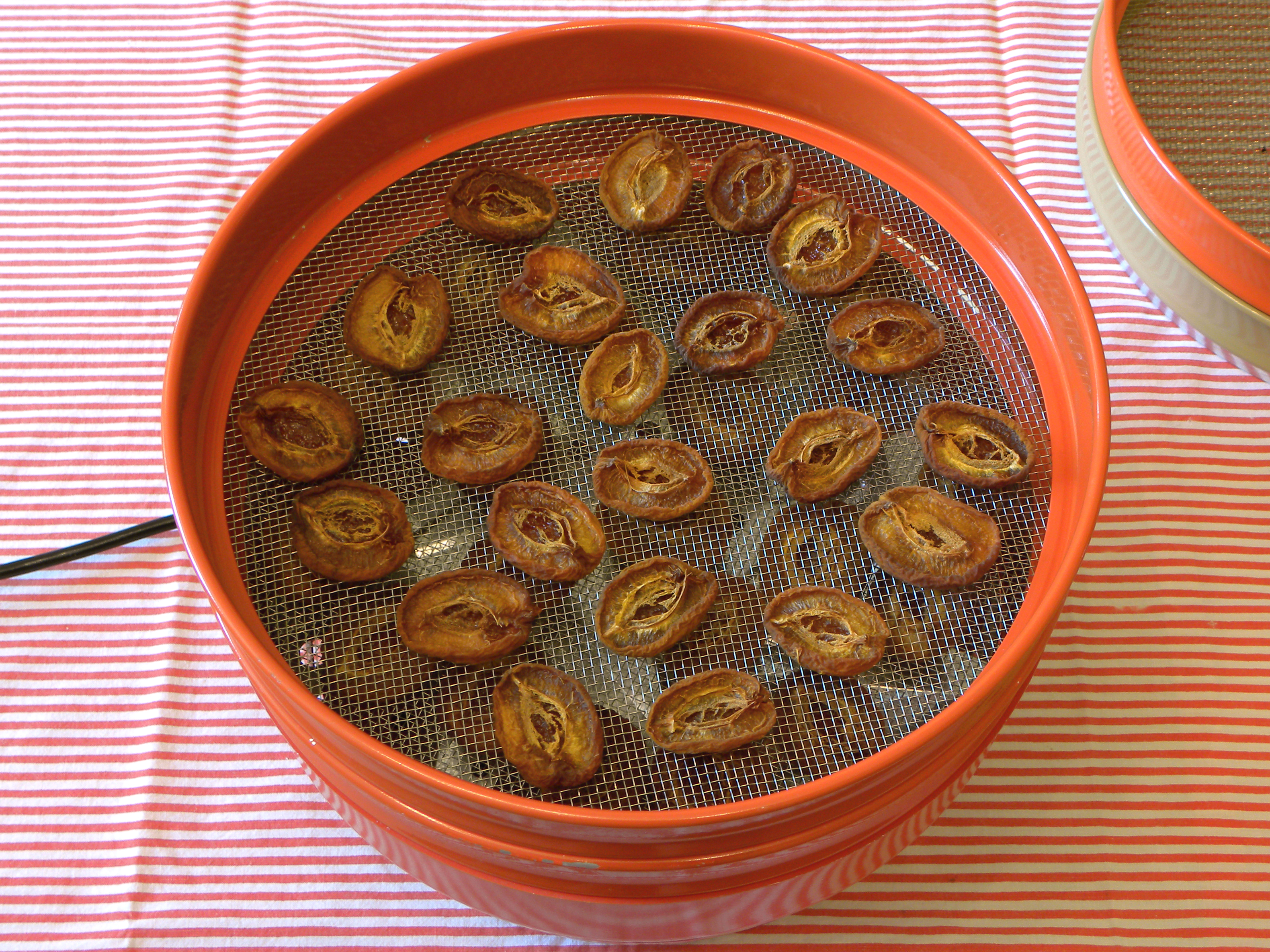
Früchte während des Dörrens auf einem Dörrgerät

Dörren ist das Konservieren von Lebensmitteln durch Lufttrocknung. 
Dörren ist vermutlich die älteste Konservierungsmethode überhaupt. Für industrielle Anwendungen werden heutzutage meist raschere Trocknungsverfahren wie die Gefriertrocknung eingesetzt. Das Dörren findet daher vor allem noch zur Trocknung kleinerer Lebensmittelmengen im landwirtschaftlichen oder haushaltlichen Rahmen Anwendung.

## Grundsätze
Ziel des Dörrens ist die Dehydratation, also den Lebensmitteln so viel Wasser wie möglich zu entziehen. Damit wird den Mikroorganismen, die den Verderb bewirken, die Lebensgrundlage entzogen und die Haltbarkeit der Lebensmittel verlängert. Die meisten Bakterienarten vermehren sich ab einem Wassergehalt von weniger als 35 Prozent nicht mehr. Viele Schimmelpilze dagegen sind noch bis zu einem Wassergehalt von 15 Prozent zersetzend tätig.
Beim Dörren erfolgt der Wasserentzug dadurch, dass trockene, warme Luft an den Lebensmitteln vorbeiströmt. Darin verdunstet die Feuchtigkeitsschicht an der Oberfläche der Lebensmittel. Aus dem Inneren der Lebensmittel fließt Wasser nach, welches an der Oberfläche erneut verdunstet, bis der Wassergehalt des Lebensmittels für ein weiteres Nachfließen zu gering ist. Die feuchte Dörrluft wird in die Umgebung abgeführt.

### Dörrtemperatur und -zeit
Anders als bei der Sterilisation bewirkt die Erhitzung keine Abtötung der Mikroorganismen, sondern nur den Wasserentzug. Je höher die Temperatur der Dörrluft ist, und je größer die Durchlässigkeit des Gewebes der Lebensmittel und seine Oberflächengröße, desto schneller erfolgt die Trocknung. Die Temperatur darf aber auch nicht zu hoch sein, denn Hitze kann wertvolle Inhaltsstoffe zerstören und unerwünschte chemische Prozesse auslösen (z. B. Bräunung). Eine zu niedrige Temperatur dagegen verzögert die Dörrung und gibt den Fäulniserregern zu viel Zeit, um das Dörrgut anzugreifen.
Bei in Scheiben oder Schnitze geschnittenen Früchten, Gemüsen und Pilzen sind je nach Fruchtart Temperaturen zwischen 30 und 70 °C geeignet, um nach einer Dörrzeit von 6 bis 12 Stunden einen Dörrgrad von 25 bis 50 Prozent zu erreichen. Körner (Mais, Getreide, Samen, Kerne, Nüsse) können nach vier bis sechs Stunden Trocknung einen Dörrgrad von 80 bis 90 Prozent erreichen. Kräuter können während zwei bis drei Wochen an der Umgebungsluft getrocknet werden, oder in etwa zwei Minuten in einem Mikrowellengerät.

### Vor- und Nachteile
Gegenüber anderen Konservierungsverfahren hat das Dörren unter anderem den Vorteil, dass die Nahrung mit dem Wasserentzug kleiner und leichter wird, was sie einfacher transportier- und lagerbar macht. Die Vitamine, Mineralstoffe und Nahrungsfasern des Dörrguts bleiben erhalten. Das Dörren kann den Geschmack und die Konsistenz der Nahrung verändern und so neue Verwendungsmöglichkeiten eröffnen.
Zu den Nachteilen des Dörrens gehört, dass es die Fäulniserreger nicht abtötet und den Verderb daher nur verzögert. Je nach Methode ist es auch mit einem relativ großen Zeit- und/oder Energieaufwand verbunden.

## Dörrverfahren
Am einfachsten wird Nahrung gedörrt, indem sie der trockenen Umgebungsluft ausgesetzt wird. Sie wird dazu auf ein Trockensieb (Darre) oder in der Pfalz traditionellerweise in einen Flechtkorb (Obsthorte, Hörtel) gelegt, oder an einer Schnur aufgereiht. Der Dörrraum muss staubfrei sein und über eine gute Luftzirkulation sowie eine niedrige Luftfeuchtigkeit verfügen. Weil das Dörren bei Umgebungstemperatur lange dauert, muss das Dörrgut regelmäßig gewendet und auf Schimmelbildung kontrolliert werden.
Die Lufttrocknung kann auch in einem dafür konstruierten Trockenschrank erfolgen, in den Trockensiebe eingesetzt werden. Die Trockenleistung kann erhöht werden, indem am Boden eine Wärmequelle und/oder ein Gebläse eingesetzt werden. Sonnendörrer sind Trockenschränke, die die Wärme der Sonnenstrahlung zur Trocknung nutzen.
Auch im Backofen kann Nahrung gedörrt werden. Sie wird auf mit Backpapier belegte Gitterroste gelegt. Die Feuchtigkeit entweicht durch die einen Spalt weit geöffnete Backofentür.
Zudem gibt es Dörrgeräte für den Haushaltsgebrauch. Sie bestehen aus einem Heizelement und einem Gebläse, das die erwärmte Luft nach oben durch die übereinandergestapelten, mit Dörrgut belegten Trockensiebe bläst.

## Dörrbare Nahrung

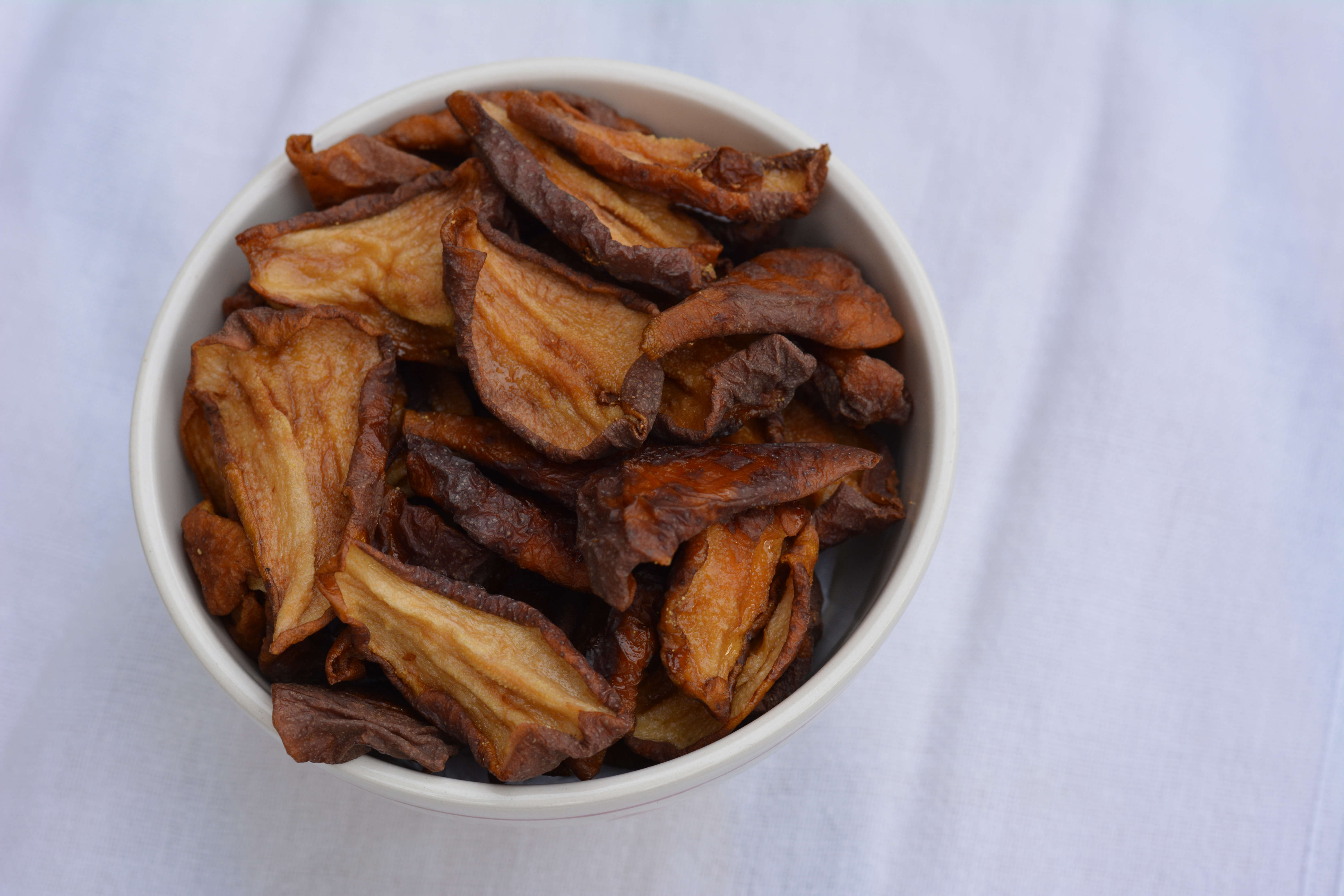
In Schnitzen getrocknete Birne

Zu den Nahrungsmitteln, die durch Dörren konserviert werden können, gehören:
- Obst (Trockenobst), in Scheiben oder Stücken, mit oder ohne Schale; oder als getrocknetes Früchtepüree (Fruchtpaste, Fruchtleder).
- Gemüse, insbesondere Kraut-, Zwiebel- und Wurzelgemüse, in Scheiben oder Stücken
- Pilze (Trockenpilze).
- Kräuter
- Körner, Kerne und Nüsse.
- Fleisch (Trockenfleisch, Räucherfleisch)
- Fisch (Stockfisch, Klippfisch)

## Lagerung von Dörrgut
Gedörrte Nahrung enthält eine Restfeuchtigkeit von 10 bis 15 Prozent. Um Verderb, insbesondere Schimmelbildung, zu verhindern, muss sie luft- und feuchtigkeitsdicht verpackt, dunkel und kühl gelagert werden. Kommerziell hergestelltes Trockenobst wird zur Verlängerung der Haltbarkeit oft auch geschwefelt.
Ein Vorratsschädling, der mit Vorliebe Dörrobst befällt, ist die Dörrobstmotte (Plodia interpunctella). Weitere Schädlinge, die sich von Dörrgut ernähren, sind Getreidemotten, Korn- und Speckkäfer, Ratten und Mäuse.

## Verwendung von Dörrgut
Dörrgut kann unmittelbar verzehrt oder anstelle von nicht getrockneter Nahrung in Gerichten verarbeitet werden. Dazu ist es je nach Rezept notwendig, pflanzliches Dörrgut oder insbesondere Trockenpilze ein paar Stunden lang in Wasser einzuweichen, um dem Dörrgut die ihm entzogene Feuchtigkeit wieder zuzuführen.
Früchte, Pilze und Kräuter können nach dem Dörren zu Pulver zerstoßen und als Würzmittel oder als Basis von flüssiger Nahrung (z. B. Suppen, Shakes) verwendet werden.
Aus gedörrten Lebensmitteln lassen sich verschiedene Snacks herstellen, u. a. schonend getrocknete Apfel-, Bananen- oder fettarme Gemüsechips. Außerdem können gedörrte Früchte auch in Backwaren oder im Müsli verwendet werden.

## Begriff
Dörren leitet sich von mittelhochdeutsch derren (‚[einer Substanz] Feuchtigkeit entziehen‘) ab, sowie von der Darre, der gitterartigen Einrichtung, die von alters her zur Trocknung verwendet wird. Ihr Name ist verwandt mit mittelhochdeutsch dorren (‚an Feuchtigkeit verlieren‘, ‚trocknen‘).